# Krys Lee
Krys Lee és una escripta sud-coreana nascuda a Seül, educada als Estats Units d'Amèrica i el Regne Unit i que viu al seu país natal. Escriu en anglès en l'espai condicionat per ser coreana i estatunidenca. Considera que no és part total d'ambdues cultures i identitats.
El seu pare era un predicador cristià carismàtic i violent. Té una germana. Quan tenia quatre anys marxaren a San José als Estats Units. Estudià a la Universitat de Califòrnia a Los Angeles gràcies a una beca. Estudià poesia a la Universitat de York.
El 2012 publicà el recull de relats Drifting House, que va tindre una bona rebuda. Durant més d'una dècada ha ajudat els desertors de Corea del Nord, cosa que, juntament amb la seua obsessió amb el cristianisme, queda reflectiva en la seua primera novel·la How I Became a North Korean. És professora d'escriptura creativa a la Universitat de Yonsei a Seül.